# اون همون کسیه که من می‌خوام باشم
«اون همون کسیه که من می‌خوام باشم» (به انگلیسی: she's all i wanna be) ترانه‌ای از خوانندهٔ کانادایی تیت مک‌ری می‌باشد که در ۴ فوریهٔ سال ۲۰۲۲ از سوی آرسی‌ای رکوردز به‌عنوان دومین تک‌آهنگ از نخستین آلبوم استودیویی وی تحت عنوان یه زمانی فکر می‌کردم می‌تونم پرواز کنم منتشر گردید. با این‌که این ترانه به‌عنوان تک‌آهنگ اصلی منتشر نشد اما موفق‌ترین قطعهٔ آلبوم شد و در جدول موسیقی چندین کشور جزو ۴۰ ترانهٔ برتر قرار گرفت.